# David Malament
David Malament (21 dicembre 1947) è un filosofo statunitense, specializzato nella filosofia della fisica.
Malament frequentò la Stuyvesant High School e ricevette un B.A. in matematica nel 1968 al Columbia College della Columbia University e un Ph.D. in filosofia nel 1975 alla Rockefeller University. Dopo aver insegnato per quasi un quarto di secolo presso l'Università di Chicago, Malament ha lasciato la cattedra di Professore di Logica e Filosofia della Scienza presso l'Università della California, Irvine, dove ora è professore emerito. Il suo libro Topics in the Foundations of General Relativity and Newtonian Gravitation Theory (Chicago, 2012) ha ricevuto il premio Lakatos 2014.